# Karojba
Karojba (italsky Caroiba del Subiente) je vesnice a správní středisko stejnojmenné opčiny v Chorvatsku v Istrijské župě. Nachází se v pohoří Ćićarija, asi 14 km severozápadně od Pazinu. V roce 2011 žilo v Karojbě 398 obyvatel, v celé opčině pak 1 438 obyvatel.
Součástí opčiny jsou celkem čtyři trvale obydlené vesnice. Dříve byly součástí opčiny i bývalé vesnice Lakoselci a Močibobi. Ačkoliv je střediskem opčiny Karojba, největším sídlem je vesnice Škropeti.
- Karojba – 398 obyvatel
- Novaki Motovunski – 383 obyvatel
- Rakotule – 226 obyvatel
- Škropeti – 431 obyvatel

Opčinou procházejí župní silnice Ž5007, Ž5042 a Ž5043.